# Nadagara vindevogheli
Nadagara vindevogheli là một loài bướm đêm trong họ Geometridae.